# Brigadier des armées navales
Der Brigadier des armées navales war ein militärischer Dienstgrad der französischen Marine während des Ancien Régime.

## Geschichte

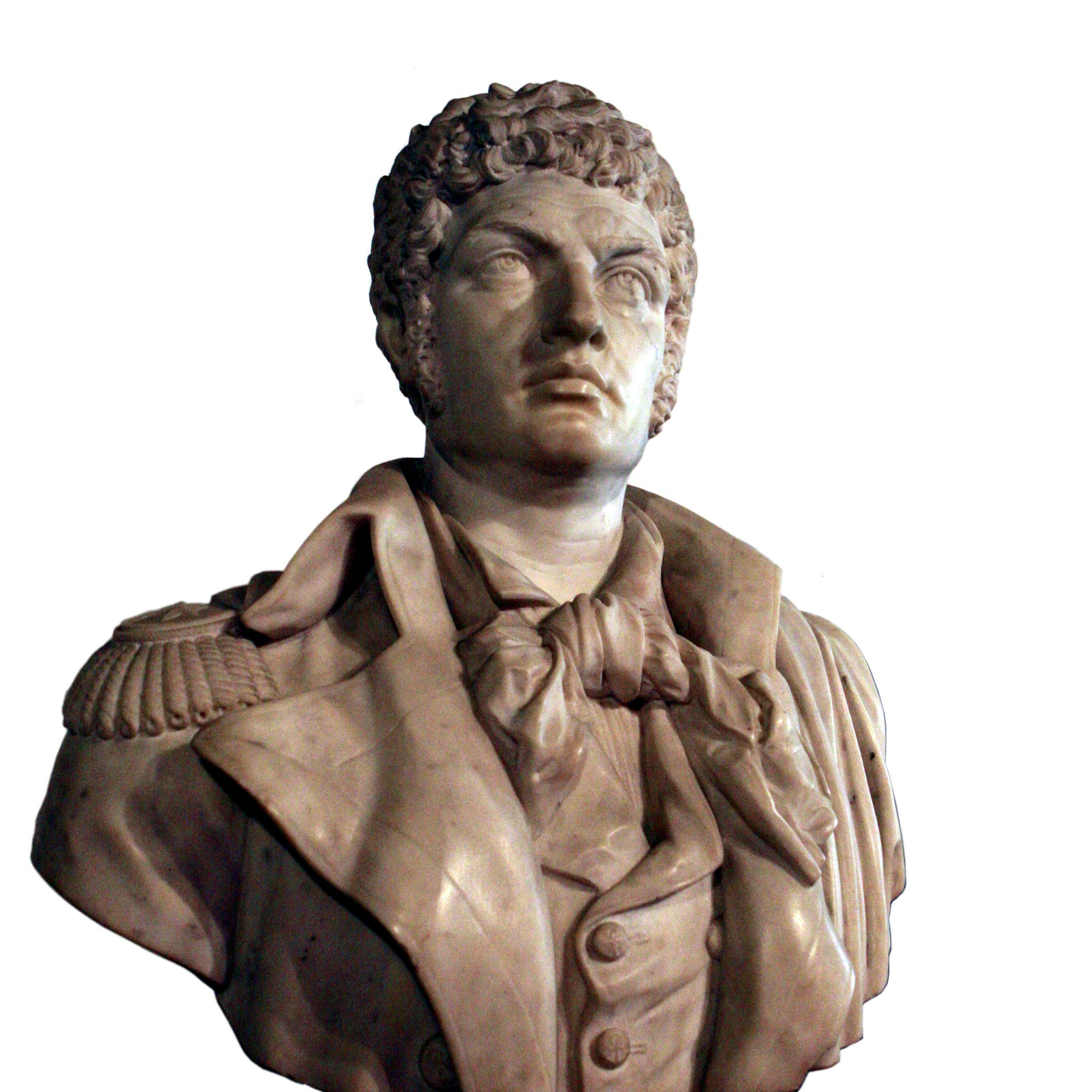
Büste von Luc-Julien-Joseph Casabianca als Chef de division.

Der Dienstgrad des Brigadier des armées navales wurde am 25. März 1765 in der französischen Marine eingeführt. Im französischen Heer entsprach der Rang dem des Brigadier des armées. Er rangierte über dem Capitaine de vaisseau und unterhalb des Chef d’escadre des armées navales und ist mit dem britischen Commodore vergleichbar. Wie dieser war er kein Admiralsrang.
Bei der Einführung des Ranges wurde er automatisch den 50 ranghöchsten Capitaine de vaisseau verliehen. Als Dienstgradabzeichen führte ein Offizier im entsprechenden Rang ab Mitte der 1770er Jahre einen fünfzackigen Stern auf seinen Schulterstücken. Am 1. Januar 1786 wurde der Rang auf Befehl des Marineminister, dem Marquis de Castries, in Chef de division umbenannt und seine Anzahl auf 27 Inhaber begrenzt.

## Bekannte Offiziere im Rang
- Charles-Henri-Louis d’Arsac de Ternay (1723–1780)
- Luc-Julien-Joseph Casabianca (1762–1798)